# Sisqó
Mark Althavean Andrews  (9 de novembro de 1978) , mais conhecido como Sisqó, é um ator e cantor americano. O seu maior êxito é o single "Thong Song" (2000).

## Biografia

### Primeiros anos
Nascido e criado em Baltimore, Sisqó conheceu seus futuros companheiros do grupo Dru Hill ainda na escola. O grupo fez muito sucesso durante os anos 1990, tendo Sisqó grande participação nesses sucessos.

Entre os primeiros discos do Dru Hill, Sisqó escreveu os primeiros sucessos da cantora Mýa, entre eles "It's All About Me".

### Carreira solo
Depois que Woody se separou do grupo Dru Hill, Sisqó resolveu fazer o mesmo. Foi o único a gravar um álbum solo. Em novembro de 1999 ele lançou o álbum Unleash the Dragon, que teve grande êxito graças aos hits "Thong Song", "Incomplete" e  "Got to Get It". Em 2000 desavenças entre o grupo tornaram impossível sua volta ao mundo musical. Em 2001 Sisqó lançou seu segundo disco. Return of Dragon, que teve pouco êxito.
Em 2002 Sisqó voltou ao Dru Hill para terminar o terceiro álbum em grupo.

## Discografia

### Álbuns de estúdio
- 1999: Unleash the Dragon
- 2001: Return of Dragon

### DVD
- 2000: Sisqo: The Thong Song Uncensored
- 2001: Sisqo: 24 Hours with Sisqo